# هریدن
شهر هریدندر ایالت بایرن در کشور آلمان واقع شده‌است.